# بنی مسعود (روستا)
 بنی مسعود  به عربی ( بَنی مَسعود  )، روستایی است در دهستان 

## جمعیت
جمعیت آن (۸۰ ) نفر (۷ خانوار) می‌باشد.